# 王述
王述（303年—368年），字懷祖，晉朝政治人物，封藍田侯，人稱王藍田。太原晉陽（今山西太原市）人。東海太守王承之子。東晉官員，歷任揚州刺史和衞將軍、尚書令。

## 生平
王述年少喪父，承襲父爵藍田侯。以孝侍奉母親，安貧守約，不求聞名顯達，故三十歲仍未知名，更有人說他癡愚。後司徒王導以其門第緣故任用他為中兵屬。咸和九年（334年），琅琊王司馬岳獲授驃騎將軍，召王述為功曹，出任宛陵縣令。後轉任征虜將軍庾冰的長史。
王述後來轉任臨海太守，後又遷建威將軍、會稽內史，在政清正嚴明，無大事發生。後因母喪離職。服喪後，於永和十年（354年）代替因北伐失敗而被廢為庶人的殷浩為揚州刺史，加征虜將軍。後進都督揚州、徐州之琅琊諸軍事、衞將軍、并冀幽平四州大中正，續任揚州刺史。隆和元年（362年），桓溫上請還都洛陽。當時朝廷憂懼桓溫勢力不能控制，且南遷士族亦安於南方生活，於是打算派侍中去拒絕桓溫所請。然而王述認為上請遷都只是桓溫去威嚇朝廷的手段，不是真的要遷都，就此認為只要表示順從就可。朝廷下詔後，桓溫果然沒有繼續推動遷都。後桓溫又打算將洛陽城中的鍾虞移到建康，但王述以建康只是暫時首都，日後會還都洛陽為由反對，又說即使不能還都，首先就要遷移洛陽的皇帝山陵而非鍾虞。桓溫不能爭論，唯有放棄。
興寧二年（364年），王述以衞將軍升尚書令、散騎常侍。太和二年（367年），以年近七十，上疏求退，但朝廷不許，王述卻始終不肯繼續任官。次年，王述逝世，享年六十六。朝廷追贈侍中、驃騎將軍、開府。諡號為穆，又因避晉穆帝諡號，改諡為簡。

## 性格特徵
- 王述遇事時性格急躁，客人縱橫雄辯時各種觀點在互相爭論，時常受氣氛影響，例有吃雞蛋一事可證

- 王述平日性格急躁，一次吃雞蛋時，王述試圖用筷子刺穿雞蛋食用，但刺不到。王述因而大怒，舉起雞蛋擲向地下，見雞蛋在地上滾動就更加去踐踏它，但又踏不中。王述更是憤怒，竟在地上拿起雞蛋放進口，咬破了就立刻吐出來。
- 王述每次接受職位都不假意辭讓，若果辭讓就是真的不肯接受的了，好像任揚州刺史時曾獲加授中書監，王述辭讓後始終都沒有接受這次任命。到授任尚書令時，兒子王坦之認為王述應該按前人傳統故作辭讓，但王述則認為既然自己有能力當這職位，就不應該辭讓。
- 王坦之任桓溫長史時，桓溫曾向王坦之請婚。王坦之一次回家探望父親，父親一如以往讓他坐在自己膝上，但當聽到王坦之告訴自桓溫請婚之事時就大怒，推他下膝，指責他不應畏於桓溫權勢而嫁女給軍人。最終王坦之以婚事早已另有決定為由婉拒，桓溫亦知道其實是王述不願，於是不強逼。後來桓溫的女兒嫁給王坦之的兒子。
- 王述雖然急躁，但漸居要職後又變得柔和克制，有一次，性情粗暴的謝奕因事怨恨王述，用盡惡言去罵王述。但王述僅僅面壁而不發一言，直至謝奕罵夠離去後才再坐好。如此又得當時人們稱許。
- 王述家貧，當初任宛陵縣令時收了很多他人饋贈，卻被州府所檢舉，達至一千三百條。王導作出勸諫，而王述亦言收夠了就會停止。後來任州郡官員時都十分清廉，俸祿賞賜都分了給親朋故友，亦不換新屋新物品。後期這清廉行為又被當時人所讚歎。

## 軼事
- 王導辟王述為中兵屬後與其見面，當時並沒有問別的問題，只有問和中兵屬職權無關的江東米價。王述聽後沒有回答，只張大眼睛看著王導。王導因而認為王述並非癡愚的人。
- 王羲之素來輕視王述，但王述卻愈來愈有名氣和聲譽，王羲之因而忿忿不平。後王述母親逝世，時任會稽內史的王述離職辦喪事，由王羲之代領會稽。但王羲之到後連日聲稱要去弔唁都沒有去，有一次到了門口，但在王述去迎接時卻門也不入就離開，以凌辱王述，二人的嫌隙由此擴大。王述守喪後，不久就升任揚州刺史，上任時都不去拜訪王羲之，後更命人檢舉王羲之治下會稽郡的各種問題，逼得王羲之稱疾辭職。[2]
- 蓝田侯王述为人成名较晚，当时的人竟然认为他痴。丞相王导因为他是东海太守王承的儿子，就召他担任属官。曾经聚会在一起，王导每次讲话，众人都拍马屁争相赞美。只有王述坐在末座说道：“主公不是尧、舜，哪里能事事都对！”王导因此十分赞赏他。《世说新语·赏誉》

## 評論
- 《晉書》評：「懷祖鑒局夷遠，沖衿玉粹。」
- 王導：「懷祖清貞簡貴，不滅祖、父，但曠淡微不及耳。」
- 謝安：「掇皮皆真。」[3]
- 司馬昱：「才既不長，於榮利又不淡；直以真率少許，便足對人多許。」[3]

## 子女
- 王坦之，东晋中書令、徐兗二州刺史
- 王處之
- 王祎之，东晋中書侍郎，娶尋陽公主
- 王荃，嫁謝萬[4]